# Froot (canção)
"Froot" é uma canção da cantora e compositora galesa Marina and the Diamonds, e foi lançado em seu vigésimo nono aniversário, no sua conta do YouTube, em 10 de outubro de 2014, como o primeiro single de seu terceiro álbum de estúdio, FROOT, e em 11 de novembro do mesmo ano em download digital e streaming.
O single é a primeira fruta do mês e representa a uva.
Derivada dos gêneros musicais disco e synthpop, "Froot" tem como tema principal em sua letra como se ela fosse uma uva, que diz para seu amor que "guardou todos os verões para ele", que destacaram sua temática um "retorno frutífero" e o mesmo estilo cantora-compositora que transbordou no álbum de estreia da cantora, The Family Jewels (2010). Um videoclipe da canção foi lançado no canal oficial de Marina no YouTube no mesmo dia em que a faixa foi lançada em download digital na pré-venda do álbum, e até o dia 21 de Dezembro de 2014, havia atingido mais de 1,2 milhões de visualizações no site.

## Antecedentes e divulgação
Em março de 2014, ela postou a letra "Tenho guardado todos os meus verões para você". Ela enviou um trecho da faixa através de sua conta Instagram, em setembro de 2014, e lançou suas letras através do mesmo perfil no mês seguinte. No começo de outubro, Diamandis anunciou uma festa de seu aniversário em seu site, com uma foto dizendo que seria em 10 de outubro, que coincide com seu vigésimo nono aniversário. Nesse dia, a música em si estreou como o primeiro single do recém-intitulado álbum de estúdio Froot (2015), depois, em novembro, colocado em download digital junto com a pré-venda do álbum. Para divulgar o single e o álbum, Marina montou um jogo chamado Froot of the Month, que está presente em todo os meses, e junto com essas frutas lançará um single.

## Vídeo musical

Várias capturas de ecrã do vídeo musical

Marina Diamandis liberou o áudio com um vídeo de "Froot" através de seu canal no YouTube em 10 de outubro de 2014. Os recursos de vídeo tem representações de corpos celestes e de frutas que giram lentamente através de um fundo celestial com o título da faixa que aparece ocasionalmente em multicolor animados. O vídeo foi animado pelo artista Bill Richards. Em 4 de novembro de 2014, Diamandis sugeriu via Twitter que iria revelar o vídeo da música no dia 11 de novembro de 2014. Ela também twittou uma imagem do 'Behind the Scenes'. Um vídeo da música "Froot" foi lançado através de seu canal no YouTube em 11 de novembro de 2014. Foi filmado no Eltham Palace e dirigido por Chino Moya.

### Sinopse
O vídeo tem uma duração total de 4 minutos e 12 segundos, e tem como foco principal Marina. Durante todo o videoclipe, são vistas cenas em que a cantora anda dentro de uma mansão dos anos 20, com Diamandis com vestidos muito usados na época e o rapaz com um terno. O vídeoclipe tem cenas intercaladas e poucas danças, onde abraça o rapaz, uma cena em que ela está em uma porta de um quarto e o rapaz sentado em uma cama, e uma cena aonde ela está em uma escada. O vídeo termina com Diamandis em um salão e com um longo vestido.

## Recepção e crítica
A canção recebeu aclamação da maioria dos colaboradores. Hayden Manders, de Refinery29, comentou que a música combinou o "jogo de palavras com ironia" de Diamandis com o álbum de estréia da mesma, The Family Jewels (2010) e a "produção decididamente dançante" de seu projeto de acompanhamento Electra Heart (2012) em um moda que iria ajudá-la "libertar do status cult". Lucas Villa, da AXS, escreveu que a canção era um retorno ao "pop mais peculiar" de seu álbum de estreia. Ele descreveu-o mais como uma "'faixa dos anos 80 video-game e inspirado em electro-pop' que foi um 'retorno frutífero' por Diamandis". David Deady, de MusicScene.ie, afirmou que Marina "nunca deixa de pintar um quadro perfeito para o seu público" e este título vai deixar os fãs "salivando para mais".

## Histórico de lançamento
| País   | Data                   | Formato                                   | Gravadora |
| ------ | ---------------------- | ----------------------------------------- | --------- |
| Mundo  | 11 de novembro de 2014 | Download digital (via pré-venda do álbum) | Warner    |
| Itália | 10 de abril de 2015    | Rádios mainstream                         | Warner    |